# Barilius
A Barilius  a csontos halak (Osteichthyes) főosztályának sugarasúszójú halak (Actinopterygii)  osztályába, a pontyalakúak (Cypriniformes) rendjébe, a pontyfélék (Cyprinidae) családjába, és az Rasborinae alcsaládjába tartozó nem. 30 faj tartozik a nemhez.

## Rendszerezés
A nemhez az alábbi fajok tartoznak.
- Barilius bendelisis (Hamilton, 1807)
- Barilius vagra (Hamilton, 1822)
- Barilius tileo (Hamilton, 1822)
- Barilius shacra (Hamilton, 1822)
- Barilius barna (Hamilton, 1822)
- Barilius barila (Hamilton, 1822)
- Barilius gatensis (Valenciennes, 1844)
- Barilius canarensis (Jerdon, 1849)
- Barilius bakeri (Day, 1865)
- Barilius evezardi (Day, 1872)
- Barilius modestus (Day, 1872)
- Barilius ornatus (Sauvage, 1883)
- Barilius morarensis (Günther, 1868)
- Barilius papillatus (Day, 1869)
- Barilius radiolatus (Günther, 1868)
- Barilius barnoides (Vinciguerra, 1890)
- Barilius bernatziki (Koumans, 1937)
- Barilius borneensis (Roberts, 1989)
- Barilius caudiocellatus (Chu, 1984)
- Barilius cosca (Hamilton, 1922)
- Barilius dimorphicus (Tilak & Husain, 1990)
- Barilius dogarsinghi (Hora, 1921)
- Barilius huahinensis (Fowler, 1934)
- Barilius infrafasciatus (Fowler, 1934)
- Barilius mesopotamicus (Berg, 1932)
- Barilius neglectus (Stieler, 1907)
- Barilius ponticulus (Smith, 1945)
- Barilius nanensis (Smith, 1945)
- Barilius pakistanicus (Mirza & Sadiq, 1978)
- Barilius nelsoni (Barman, 1988)
- Barilius naseeri (Mirza, Rafiq & Awan, 1986)
- Barilius lairokensis (Arunkumar & Tombi Singh, 2000)
- Barilius ngawa (Vishwanath & Monojkumar, 2002)
- Barilius chatricensis (Selim & Vishwanath, 2002)